# Instituto de Tecnologia do Norte de Alberta
O Instituto de Tecnologia do Norte de Alberta (também conhecido como NAIT) é um instituto politécnico e de ciências aplicadas na cidade de Edmonton, Alberta, Canadá. O NAIT oferece programas de carreiras em pesquisa aplicada, treinamento técnico, educação aplicada e aprendizado projetado para atender às demandas das indústrias técnicas e baseadas em conhecimento na província canadense de Alberta. O NAIT oferece aproximadamente 120 programas de crédito que levam a graduações, graus aplicados, diplomas e certificados.
Em 2018, havia aproximadamente 16.000 estudantes em programas de crédito: 12.000 aprendizes registrados em treinamento de aprendizes, 14.500 estudantes matriculados em cursos que não são de crédito e mais de 20.000 inscritos em treinamentos corporativos personalizados. O instituto também atrai estudantes internacionais de 94 países. O NAIT é semelhante a um instituto de tecnologia ou universidade de ciências aplicadas, como denominado em outras jurisdições.